# Sisicottus crossoclavis
Sisicottus crossoclavis är en spindelart som beskrevs av Miller 1999. Sisicottus crossoclavis ingår i släktet Sisicottus och familjen täckvävarspindlar. Inga underarter finns listade i Catalogue of Life.